# Trinité et Saints (Andrea del Castagno)
La  Trinité et Saints   (Trinità e santi ou Apparizione della Trinità ai santi Girolamo, Paola ed Eustochia)  est une peinture à fresque de 285 × 173 cm d'Andrea del Castagno. Datée de  1453-1454 environ, elle est visible à la basilique de la Santissima Annunziata à Florence ainsi que sa sinopia au Cenacolo di Sant'Apollonia.

## Description
Le Christ étant représenté en croix soutenu par Dieu le Père avec la colombe du Saint-Esprit entre eux deux, le type iconographique de la Trinité verticale est celui du Trône de grâce.
Les saints à qui apparaît la Trinité sont Jérôme de Stridon (reconnaissable à ses attributs de sainteté : la pierre et le lion), Paule, sa disciple, et Eustochie de Tarse, la compagne de cette dernière.

### La sinopia
Découverte au moment des dégradations dues aux inondations de Florence de 1966, la sinopia ne montre que les personnages du pied de la croix avec une grande différence avec la version finale (tête de saint Jérôme tournée de l'autre côté).

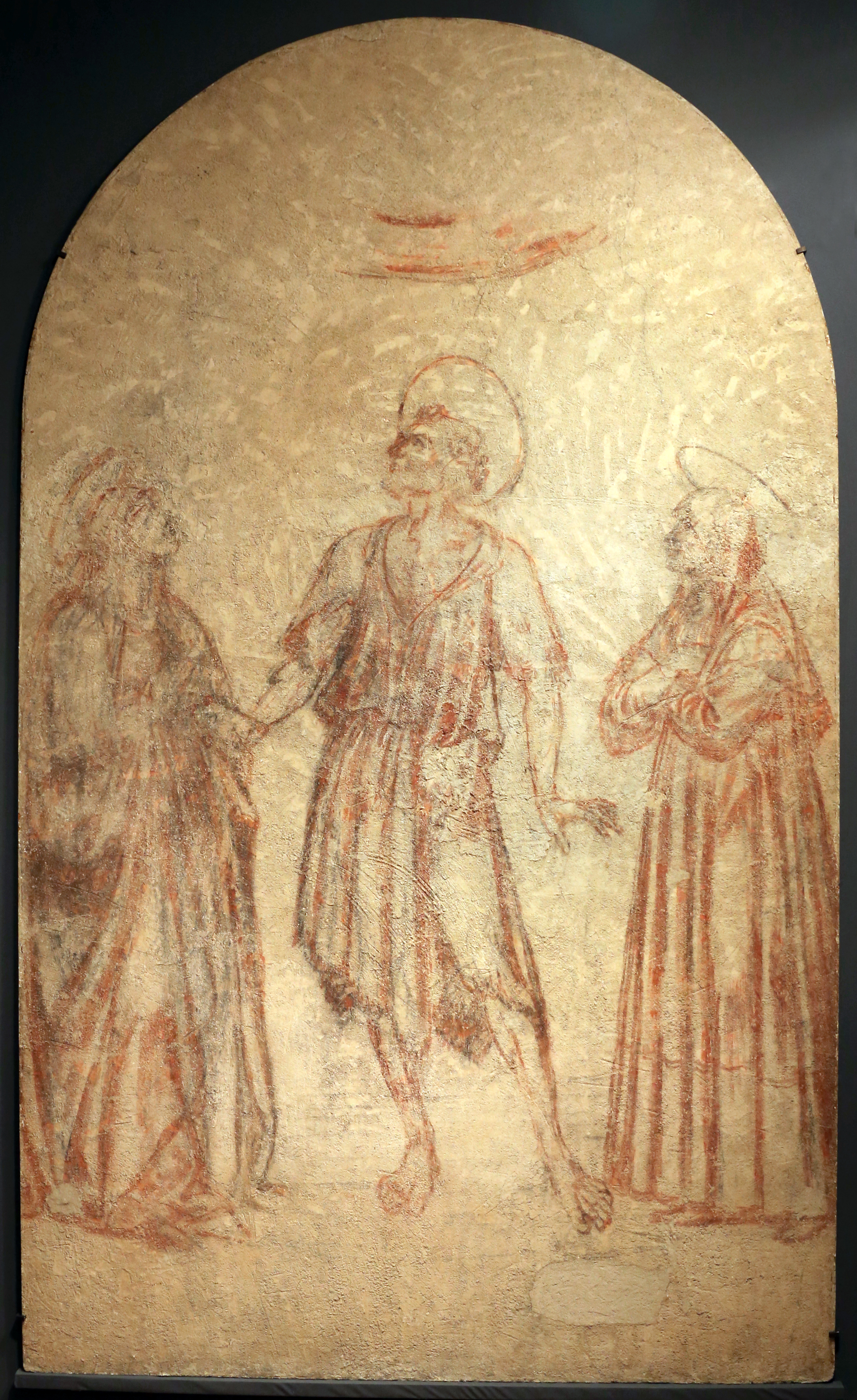
Sinopia.